# Eric Jansen
Eric Jansen (Goirle, 4 mei 1969) is een Nederlands voormalig voetballer.

## Carrière
Alvorens Jansen op 17-jarige leeftijd naar R.K.C. Waalwijk vertrok, doorliep hij de volledige jeugdopleiding van Willem II. In 1988 maakte hij de promotie mee naar de eredivisie. In 1990 vertrok hij naar de amateurs in België, waar hij enkele jaren verbleef als voetballer (o.a. SV Retie). In het seizoen 2005-2006 stopte hij als voetballer bij SV Triborgh, dat destijds nog in de hoofdklasse amateurs speelde en in dat jaar als hoogtepunt tegen zowel Excelsior als Roda JC speelde om de KNVB Beker.

## Clubstatistieken
| Jaren     | Club         |                    |
| --------- | ------------ | ------------------ |
| 1980-1986 | Willem II    | Jeugd              |
| 1986-1987 | RKC Waalwijk | Eerste divisie     |
| 1987-1988 | RKC Waalwijk | Eerste divisie     |
| 1988-1989 | RKC Waalwijk | Eredivisie 1988/89 |

## Erelijst
- Kampioen Eerste divisie (1987/1988) met RKC Waalwijk
- Jeugdinterlands : 4